# Буллюциемс
Буллюциемс (латыш. Buļļuciems, Buļļu ciems, раньше так же Jūras līcis) - это восточная часть города Юрмала в устье Лиелупе в Рижском заливе, где возник рыбацкий посёлок.

## Название
Название места происходит от поместья Булли (Bullenhof), которое, в свою очередь, происходит от названия реки Булльупе. После того, как в 1755 году в устье Лиелупе образовалось нынешнее место, земли усадьбы Були были разделены на две части, самая большая из которых в настоящее время находится на территориях рижских Ритабулли и Вакарбулли на острове Даугавгрива. 

## История

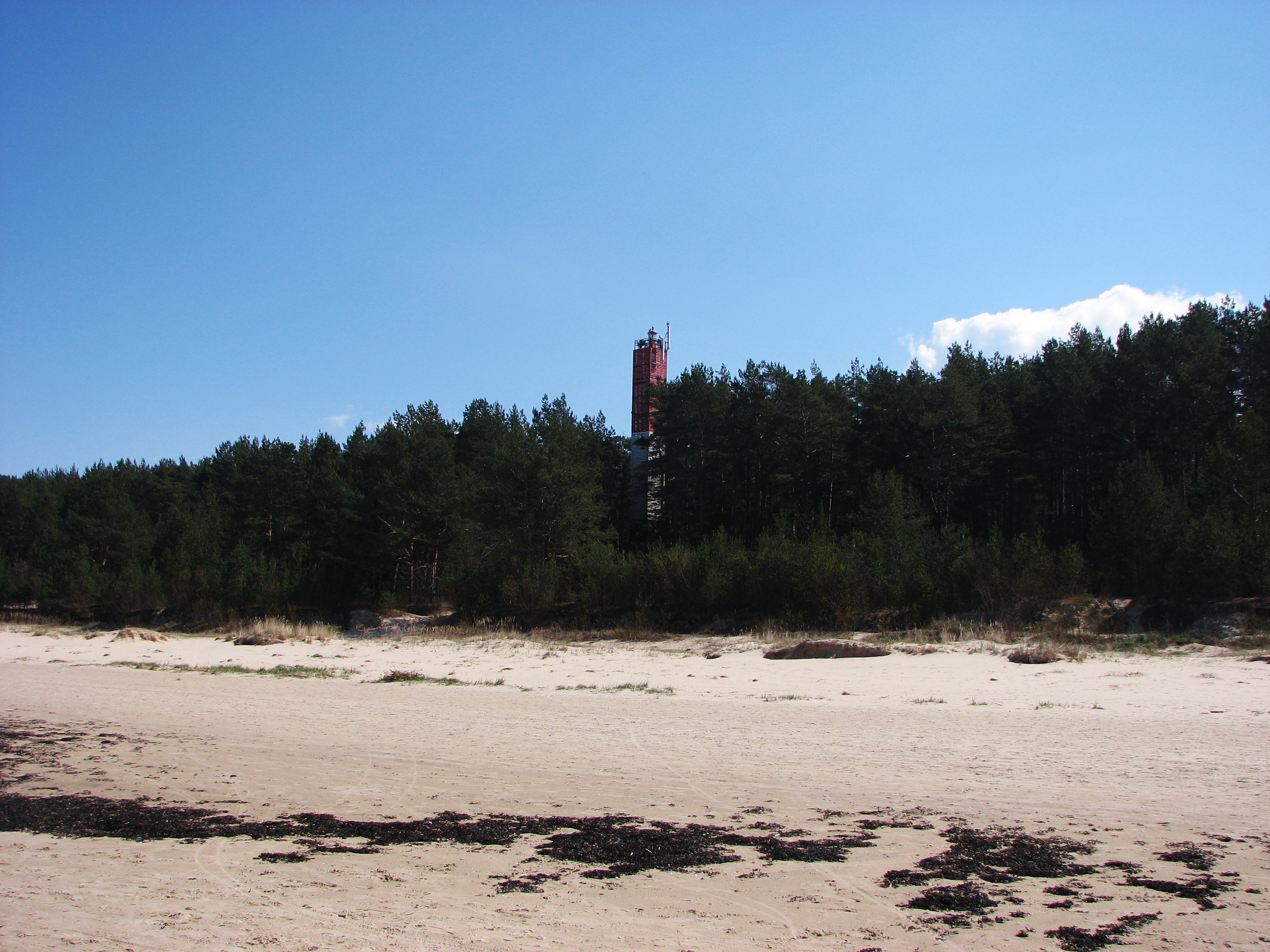
Маяк в Буллюциемс

Важная грунтовая дорога из Риги в Курземе и Пруссию шла вдоль берега моря. До 1454 года пролив между морем и Булльупе принадлежал Рижскому патримониальному округу, но затем был приобретён Ливонским орденом. В 1495 году Вальтер фон Плеттенберг, магистр Ливонского ордена, передал эту местность и паромную переправу Янису Билдрингу (Büldring), паромщику из Лиелупе, а в 1516 году - также и трактир для размещения путешественников.
После создания Курземского и Земгальского герцогств в 1561 году герцог Готхард приобрёл поместье Буллю, а его сын, герцог Вильгельм, сдал его в аренду своему секретарю Спанкаву в 1617 году. Во время польско-шведской войны усадьба Буллю была занята шведскими войсками, а в устье новой Даугавы была построена Даугавгривская крепость. Однако после заключения договора 1660 года герцогу Екабу удалось сохранить право на поместья Слока и Булдури, поэтому граница Курземе и Швеции проходила вдоль границы поместья Булдури, принадлежащей герцогу и шведского государственного поместья Буллю. С 1692 года паром Буллю был установлен как единственная переправа через Лиелупе на пути из Риги в Курземе. В 1755 году Лиелупе вырвалось в море в место тогдашнего впадения, и пришлось создавать заново паром в устье Лиелупе от Варнукрогса до трактира паромной переправы поместья Буллю, который служил путешественникам как пограничный переход Шведского Видземе в герцогства Курземе. 
После присоединения региона Слоки к Российской империи в поместье Буллю было 13 фермерских домов, с названиями Иннужи, Бриежи, Каяки, Бружи, Стрелини и Зиемели. Крестьянско-рыбацкие дома и трактир паромщика пришлось строить заново несколько раз из-за гуляющей песчаной дюны. В 1910 году Дж. Эрхардс приобрёл поместье Буллю площадью около 3000 квадратных метров и разделил часть приморского леса на участки для строительства дачной колонии. До Первой мировой войны в тихом Буллюциемсе предпочитали жить рижские артисты и исполнители. 
После Второй мировой войны на территории Бужуциемса располагалась рыбацкая артель "Узвара", а рядом с ней был создан рыбацкий посёлок с общественными зданиями и рыбацким портом.
В 1956 году на дюнах недалеко от Буллюциемса был построен одноимённый маяк

## Юрмальский музей под открытым небом
С образом жизни юрмальских рыбаков знакомить Юрмальский музей под открытым небом на улице Тиклу, 1а. 
Он был основан в 1970 году у подножия сосновой дюны. В экспозиции прибрежное рыбацкое подворье с характерными для него постройками - жилой дом, колясочная с сараем, сарай для сетей, коптильня для рыбы, клеть для рыбы (место переработки рыбы), баня с другими сооружениями. Здания экспозиции перевезли в музей из различных приморских рыбацких деревень - Каугури, Рагациемса, Энгуре. Также на территории музея находится коллекция якорей и рыбацких лодок. Одной из самых интересных достопримечательностей музея является мастерская по плетению канатов. Здесь представлена самая богатая коллекция инструментов, материалов и образцов для плетения канатов в Латвии. 

## Ragakāpa
Природный парк Рагакапа расположен в левой части устья реки Лиелупе, недалеко от устья реки, и охватывает побережье и дюны к северу от Буллюциемса и Лиелупе. Территория уникальна своими старыми соснами, возраст некоторых сосен приближается к 300 годам. Рагакапа (также дюна Рога, ранее называвшаяся гуляющей дюной Буллю) - типичный результат активности ветра и одна из самых высоких дюн в Латвии (18,2 метра). Рагакапа является особо охраняемым природным объектом с 1962 года, современная территория имеет статус природного парка.  